# Maple Grove, Minnesota
Maple Grove, Minnesota là một thành phố nằm ở quận Hennepin thuộc tiểu bang Minnesota, Hoa Kỳ. Thành phố có diện tích 90,5  km² với diện tích mặt nước là 5,4  km², dân số theo ước tính năm 2000 của Cục điều tra dân số Hoa Kỳ là 50.365 người.
Những người Anh Điêng Winnebago là những cư dân duy nhất trong khu vực Maple Grove cho đến khi năm 1851 khi Louis Gervais đến và định cư. Bốn năm sau, vào năm 1855, thành phố đã mở mang và có một nhà thờ, tòa thị chính và nhiều gia đình. 
Với việc hoàn thành và nâng cấp lớn xa lộ Interstates 94 / 694, 494, và US Route 169, Maple Grove đã phát triển với một tốc độ nhanh chóng từ những năm 1970. Maple Grove đã phát triển thành một trong những thành phố đông dân nhất trong khu vực thành phố Twin và được xác định là một trong những thành phố phát triển nhanh nhất trong tiểu bang.